# تفكك ضوئي
التفكك الضوئي هو التفاعل الكيميائي الذي تكسر فيه الروابط في مركب كيميائي بالفوتونات ويعرّف بتفاعل واحدة أو أكثر من الفوتونات مع هدف جزيئي واحد.
التفكك الضوئي لا يقتصر على الضوء المرئي.أي فوتون يملك ما يكفي من الطاقة يمكن أن يؤثر على الروابط الكيميائية لمركب كيميائي. بما أن طاقة الفوتون تتناسب عكسيا مع طول موجته، فإن الموجات الكهرومغناطيسية التي تملك طاقة الضوء المرئي أو أعلى، مثل الأشعة فوق البنفسجية، الأشعة السينية وأشعة غاما عادة ما تكون المشاركة في مثل هذه التفاعلات.

## التفكك الضوئي في عملية التمثيل الضوئي
التفكك الضوئي هو جزء من التفاعلات المعتمدة على الضوء لعملية التمثيل الضوئي. التفاعل العام للتفكك الضوئي يمكن ان يعطى على النحو التالي :
H2A + 2 photons (light) {\displaystyle \longrightarrow } 2e- + 2H+ + A
الطبيعة الكيميائية لـ"A" يتوقف على نوع الكائن. في بكتيريا الكبريت الأرجواني، تتم أكسدة كبريتيد الهيدروجين (H2S) إلى الكبريت (S). في عملية التمثيل الضوئي الاوكسجيني، الماء (H2O) هو بمثابة الركيزة للتفكك الضوئي مما يؤدي إلى توليد الأكسجين الحر (O2). هذه هي العملية التي ترجع الاوكسجين إلى الغلاف الجوي للأرض. يحدث التفكك الضوئي للماء في ثايلاكويد البكتيريا الزرقاء ويخضور(كلوروفيل)الطحالب الخضراء والنباتات.

### نماذج نقل الطاقة
النموذج التقليدي، شبه الكلاسيكي، نموذج يصف عملية نقل الطاقة الضوئية كعملية تقفز فيها طاقة التهيج من جزيئات الصباغ الملتقطة للضوء إلى جزيئات مركز التفاعل خطوة بخطوة أسفل سلم الطاقة الجزيئية.
فعالية الفوتونات ذات الأطوال الموجية المختلفة تعتمد على أطياف الصباغ الضوئي الممتصة في النظام. الكلوروفيل يمتص موجات الضوء البنفسجية-الزرقاء والحمراء من الطيف، في حين تلتقط الصبغات المساعدة موجات أخرى كذلك. والجزيئات الممتصة للضوء (فيكوبيلين phycobilin) في الطحالب الحمراء تمتص الضوء الأزرق-الأخضر الذي يخترق المياه إلى مناطق أعمق من الضوء الأحمر، ويمكنهم ذلك من التوليف الضوئي في المياه العميقة. كل فوتون ممتص يسبب تشكيل أكسيتون (إلكترون مهيج إلى مستوى طاقة أعلى) في جزيء الصباغ. طاقة الأكسيتون تنقل إلى جزيء كلوروفيلي ثاني (P680 حيث P تعبر عن الصباغ و 680 تعبر عن الحد الأعلى للامتصاص عند طول موجة 680 نانومتر)في مركز التفاعل في النظام الضوئي الثاني عبر نقل طاقة الرنين. P680 يمكنه أيضا امتصاص الفوتون مباشرة عند الطول الموجي المناسب.
التفكك الضوئي يحدث خلال عملية التمثيل الضوئي في سلسلة من الأحداث تقودها الأكسدة. الإلكترون المنشط (الأكسيتون) من P680 يتم امتصاصه من إلكترون ابتدائي مستقبل في سلسلة نقل الإلكترون في عملية التمثيل الضوئي، من ثم النظام الضوئي الثاني. ومن أجل تكرار التفاعل، يحتاج الإلكترون في مركز التفاعل إلى التجديد. هذا يحدث عن طريق أكسدة المياه في حالة البناء الضوئي الأوكسجيني. مركز التفاعل فاقد الإلكترون في النظام الضوئي الثاني (P680 *) هو أقوى عامل بيولوجي مؤكسد مكتشف، وهو يسمح للنظام بتحطيم الجزيئات مثل جزيئات الماء المستقرة.
تفاعل انقسام الماء يتم تحفيزه بمركب متطور من الأكسجين في النظام الضوئي الثاني. وهذا المركب غير عضوي يحتوي على أربع أيونات منغنيز بالإضافة إلى الكالسيوم وأيونات الكلوريد والعوامل المساعدة.
جزيئان من جزيئات الماء يرتبطان بحلقة منغنيز، وبعد ذلك يخضعان لسلسلة من اربع عمليات تفقد فيها الكترونات (الأكسدة) لتجديد مركز تفاعل النظام الضوئي الثاني. في نهاية هذه الدورة، تتولد جزيئات أكسجين حرة(O2) والهيدروجين الموجود في جزيئات الماء يتم تحويله إلى أربعة بروتونات تطلق في تجويف الثايلاكويد.
هذه البروتونات بالإضافة إلى بروتونات إضافية تم ضخها عبر غشاء الثايلاكويد المقرون بسلسلة نقل الإلكترون، تشكل انحدار البروتون عبر الغشاء الذي يؤدي إلى الفسفرة الضوئية (photophosphorylation) وبالتالي توليد طاقة كيميائية على شكل أدينوسين ثلاثي الفوسفات (ATP). تصل الالكترونات إلى مركز التفاعل P700 في النظام الضوئي الأول حيث يتم تنشيطها ثانية عن طريق الضوء. تنتقل الالكترونات إلى نهاية سلسلة نقل الإلكترون وفي النهاية تتحد مع الانزيم المساعد NADP+ بينما تتحد البروتونات خارج الثايلاكويد مع NADPH. وبالتالي، يمكن كتابة صافي تفاعل الأكسدة
للتحلل الضوئي للماء على النحو التالي :
2H2O + 2NADP+ + 8 photons (light) {\displaystyle \longrightarrow } 2NADPH + 2H+ + O2
تغير الطاقة الحرة (ΔG) لهذا التفاعل يساوي 102 كيلو سعر حراري لكل مول. وبحيث أن طاقة الضوء عند الطول الموجي 700 نانومتر هي حوالي 40 كيلوسعر حراري لكل مول فوتونات، يتوفر حوالي 320 كيلوسعر حراري من الطاقة الضوئية لهذا التفاعل. ولذلك، ما يقارب ثلث الطاقة الضوئية المتاحة يتم التقاطها على شكل NADPH خلال عملية التحليل الضوئي ونقل الإلكترون. كمية مساوية من الأدينوسين ثلاثي الفوسفات ATP يتم توليدها من قبل
انحدار بروتون الناتج. يتم إطلاق الأكسجين إلى الجو كمنتج ثانوي حيث يصبح لا جدوى منه للتفاعل.
في عام 2007 اقترح غراهام فليمنغ Graham Fleming نموذج الكم، والذي يتضمن إمكانية أن ينطوي نقل طاقة التركيب الضوئي على تذبذبات الكم، شارحا كفاءته العالية الغير معتادة.
وفقا لفليمينغ  هناك دليل مباشر على أن تماسك الكمات الإلكترونية الموجية طويلة الأمد يلعب دورا هاما في عمليات نقل الطاقة خلال عملية التمثيل الضوئي، والتي يمكن أن تفسر الكفاءة القصوى لنقل الطاقة لأنها تمكّن النظام من معاينة جميع مسارات الطاقة الممكنة، مع خسارة منخفضة، واختيار المسار الأكفأ.

## التفكك الضوئي في الغلاف الجوي
التفكك الضوئي يحدث أيضا في الغلاف الجوي كجزء من سلسلة من التفاعلات التي تتفاعل فيها الملوثات الأولية مثل الهيدروكربونات وأكاسيد النيتروجين لتشكل الملوثات الثانوية مثل peroxyacyl nitrates. انظر الضباب الدخاني الكيميائي الضوئي.
أهم تفاعلي تفكيك ضوئي في التروبوسفير هما.أولا :
O3 + hν → O2 + O(1D) λ < 320 nm
الذي يولد ذرة الأوكسجين مهيجة والتي يمكن أن تتفاعل مع الماء لإعطاء شق الهيدروكسيل :
O(1D) + H2O → 2OH
والهيدروكسيل عنصر أساسي لكيمياء الغلاف الجوي حيث تبدأ أكسدة المواد الهيدروكربونية في الغلاف الجوي، ويكون ذلك بمثابة المنظفات.
ثانيا التفاعل :
NO2 + hν → NO + O
هو تفاعل رئيسي في تكوين الأوزون في التروبوسفير.
تشكيل طبقة الأوزون هو أيضا ناتج عن الانحلال الضوئي. الأوزون في طبقة الستراتوسفير للأرض يتم إنشاؤه بواسطة الأشعة فوق البنفسجية التي تصطدم بجزيئات الأكسجين التي تحتوي على ذرتي أكسجين (O2)، وتقسمها إلى ذرات الأكسجين المنفردة (الأكسجين الذري). وبعد ذلك يجمع الأكسجين الذري مع الأكسجين الجزيئي O2 من أجل تكوين طبقة الأوزون O3. بالإضافة إلى ذلك، التحلل الضوئي هو العملية التي من خلالها تكسر روابط مركبات الكلور والفلور والكربون (CFCs) في الغلاف الجوي العلوي لتشكل الكلورالحر المدمر للأوزون.

## الفيزياء الفلكية
في الفيزياء الفلكية ،التفكك الضوئي هو أحد العمليات الرئيسية التي من خلالها يتم تكسير الجزيئات (ولكن جزيئات جديدة يتم تشكيلها). بسبب الفراغ في الوسط ما بين النجوم، يمكن للجزيئات والجذور الحرة أن تبقى لمدة طويلة. الانحلال الضوئي هو المسار الرئيسي الذي يتم فيه تكسير جزيئات. معدلات الانحلال الضوئي هامة في دراسة تكوين الغيوم بين النجمية والتي يتم فيها تشكيل النجوم.
أمثلة من التفكك الضوئي في وسط النظام النجمي هم({\displaystyle h\nu } هو الرمز العلمي للضوء، وتحديدا الفوتون) :
{\displaystyle H_{2}O+h\nu \rightarrow H+OH}
{\displaystyle CH_{4}+h\nu \rightarrow CH_{3}+H}

## التفكك متعدد الفوتون
الفوتونات الفردية في نطاق الأمواج تحت الحمراء عادة ليست نشطة بما فيه الكفاية للتفكك الضوئي المباشر للجزيئات. ومع ذلك، بعد امتصاص فوتونات متعددة في المنطقة تحت الحمراء قد يكتسب الجزيء طاقة داخلية للتغلب على الحاجز للتفكك. يمكن متعددة الفوتون التفكك (MPD) يمكن تحقيقه من خلال تطبيق الليزر عالية الطاقة مثل أشعة ليزر ثاني أكسيد الكربون، أو ليزر الإلكترون الحر، أو من خلال أوقات طويلة من التفاعل مع هذا الجزيء في مجال الإشعاع من دون إمكان لأغراض التبريد السريع، وعلى سبيل المثال عن طريق الاصطدام. الأسلوب الأخير جائزة حتى لMPD الناجم عن إشعاع الجسم الأسود.

### النماذج الكمومية
في عام 2007، اقترح جراهام فليمنج وزملاؤه نموذجًا كميًا يتضمن إمكانية أن يشمل نقل الطاقة الضوئية التذبذبات الكمومية، موضحًا كفاءتها العالية على نحو غير عادي.
وفقًا لفليمنج، هناك دليل مباشر على أن التماسك الكمّي الإلكتروني طويل العمر بشكل ملحوظ يلعب دورًا مهمًا في عمليات نقل الطاقة أثناء عملية التمثيل الضوئي، مما يفسر الكفاءة القصوى لنقل الطاقة لأنه يمكّن النظام من أخذ عينات كاملة من الإمكانات مسارات الطاقة، مع انخفاض الخسارة، واختيار الأكثر كفاءة. ومع ذلك، فقد ثبت أن هذا الادعاء خاطئ في العديد من المنشورات.

.
تم إجراء مزيد من الدراسة على هذا النهج من قِبل غريغوري سكولز وفريقه في جامعة تورنتو، والذي نشر في أوائل عام 2010 نتائج بحثية تشير إلى أن الطحالب البحرية تستفيد من نقل الطاقة الإلكترونية المتسق الكمومي (EET) لتعزيز كفاءة تسخير الطاقة.

## نقل البروتون بالأشعة الضوئية
الأحماض الضوئية هي جزيئات تخضع لعملية امتصاص البروتونات عند امتصاص الضوء لتشكيل قاعدة ضوئية.
{\displaystyle {\ce {AH ->[h\nu] A^- + H^+}}}
في هذه التفاعلات يحدث التفكك في الحالة المثارة إلكترونيًا. بعد نقل البروتون والاسترخاء إلى الحالة الإلكترونية القاعية، البروتون والحامض يتحدان ليكونا الأحماض الضوئية مرة أخرى.
الأحماض الضوئية هي مصدر مناسب للحث على قفزات الأس الهيدروجيني في تجارب التحليل الطيفي للليزر فائق السرعة.

## انفجارات أشعة جاما في الغلاف الجوي
تكتشف الأقمار الصناعية التي تدور حاليًا معدل انفجار شعاع جاما واحد في المتوسط يوميًا. نظرًا لأن انفجارات أشعة جاما مرئية للمسافات التي تشمل معظم الكون المرئي، وهو حجم يشمل العديد من بلايين المجرات، فإن هذا يشير إلى أن انفجارات أشعة جاما يجب أن تكون أحداثًا نادرة للغاية لكل مجرة.
من الصعب قياس المعدل الدقيق لانفجارات أشعة جاما، لكن بالنسبة للمجرة التي لها نفس حجم مجرة درب التبانة تقريبًا، فإن المعدل المتوقع (للانفجارات الطويلة) يبلغ حوالي انفجار واحد كل 100,00 إلى 1,000,000 عام. فقط عدد قليل من هؤلاء سوف يبثون باتجاه الأرض. تقديرات معدلات الموارد الوراثية قصيرة الأجل تكون أكثر غموضًا بسبب كسر الحزمة غير المعروف، ولكنها على الأرجح قابلة للمقارنة.
إن انفجار أشعة جاما في درب التبانة، إذا كان قريبًا بما يكفي من الأرض ويتجه نحوها، يمكن أن يكون له تأثيرات كبيرة على المحيط الحيوي. قد يسبب امتصاص الإشعاع في الغلاف الجوي تفككًا ضوئيًا للنيتروجين، مما يولد أكسيد النيتريك الذي سيكون بمثابة محفز لتدمير الأوزون.
التفكك الضوئي في الغلاف الجوي
- {\displaystyle {\ce {N2 -> 2N}}}
- {\displaystyle {\ce {O2 -> 2O}}}
- {\displaystyle {\ce {CO2 -> C + 2O}}}
- {\displaystyle {\ce {H2O -> 2H + O}}}
- {\displaystyle {\ce {2NH3 -> 3H2 + N2}}}

ينتج عنه
- NO2 (يستهلك ما يصل إلى 400 من جزيئات الأوزون)
- CH2 (الاسمية)
- CH4 (الاسمية)
- CO2

(غير مكتمل)
وفقًا لدراسة أجريت عام 2004، يمكن أن تدمر انفجارات أشعة جاما على مسافة فرسخ فلكي ما يصل إلى نصف طبقة الأوزون على الأرض؛ يمكن أن يكون للإشعاع فوق البنفسجي المباشر الناجم عن الانفجار بالإضافة إلى الأشعة فوق البنفسجية الشمسية الإضافية التي تمر عبر طبقة الأوزون المتناقصة، آثار كبيرة محتملة على السلسلة الغذائية وربما يؤدي إلى انقراض جماعي. يقدر المؤلفون أنه من المتوقع حدوث انفجار واحد في كل مليار عام، ويفترضون أن حدث انقراض أوردوفيك - سيلوري كان يمكن أن يكون نتيجة لمثل هذا الانفجار.
هناك دلائل قوية على أن انفجارات أشعة غاما الطويلة تحدث بشكل تفضيلي أو حصري في المناطق ذات المعدنية المنخفضة. نظرًا لأن درب التبانة غني بالمعادن منذ تكوين الأرض، فإن هذا التأثير قد يقلل أو حتى يلغي من احتمال حدوث انفجار أشعة غاما طويل داخل درب التبانة خلال مليار سنة مضت. لا توجد مثل هذه التحيزات المعدنية معروفة لرشقات أشعة جاما القصيرة. وبالتالي، بناءً على المعدل المحلي وخصائص الحزمة، قد لا تزال إمكانية حدوث حدث كبير على الأرض القريبة في وقت ما من الزمن الجيولوجي كبيرة.